# Тюльпан сомнительный
Тюльпа́н сомни́тельный (лат. Tulipa dubia) — вид однодольных растений рода Тюльпан (Tulipa) семейства Лилейные (Liliaceae). Впервые описан российским ботаником Алексеем Ивановичем Введенским в 1935 году.

## Распространение
Известен из Казахстана, Киргизии и Узбекистана.

## Ботаническое описание, экология
Луковичный геофит. Многолетнее травянистое растение.
Листья ланцетной или продолговатой формы, прикорневые, заострённые, с клиновидным основанием.
Плод — коробочка бурого или зелёного цвета.
Светолюбивое растение, ксерофит или мезофит.

## Значение
Выращивается как декоративное растение.

## Охранный статус
Занесён в Красную книгу Узбекистана.